# Anuncio Ungaretti
Anuncio Ungaretti (Lucca, 8 de dezembro de 1860 — Caxias do Sul, 22 de janeiro de 1954) foi um agricultor, industrial e comerciante ítalo-brasileiro.
Imigrou de Lucca no fim do século XIX, fixando-se em Caxias do Sul, onde casou com Eulalia Lunardi e constituiu família. Em 1898 abriu o Bazar Familiar, um popular quiosque situado na praça principal da cidade, que funcionou até 1901 oferecendo itens como luvas, colarinhos, gravatas, chapéus de sol, estampas de santos e miudezas em geral. Depois Ungaretti abriu um novo negócio, a Loja Americana, vendendo miudezas, fazendas, camisas, perfumaria, calçados, chapéus, sedas e brinquedos. Foi também agente das loterias estaduais, secretário da sociedade cultural Recreio Dante, fabriqueiro da Catedral e conselheiro da Cooperativa Agrícola.
Em torno de 1886 foi um dos primeiros produtores de uva a importar variedades finas a fim de melhorar a produção local, numa época que a cidade começava a se projetar como a maior produtora de vinho do Brasil, contexto em que Ungaretti se destacou como um dos principais produtores locais nas primeiras décadas do século XX. Foi ainda o pioneiro da cultura de oliveiras no estado do Rio Grande do Sul, recebendo um prêmio pelas suas azeitonas na grande Exposição Internacional do Centenário da Independência realizada no Rio de Janeiro em 1923. Em 1948, analisando o crescente desenvolvimento desta cultura na região,  num momento em que o governo introduzia oficialmente um plano de cultivo através da criação do Serviço Oleícola, Celeste Gobbato o louvou dizendo que "Caxias tornou-se pioneira na olivicultura, como o fora no cultivo da videira, graças à ânsia de progresso de um imigrante italiano. [...] Foi ele, Anuncio Ungaretti, que deve sentir-se remoçado, ufano e alegre neste dia, por verificar que a semente por ele lançada há cerca de meio século não caíra em solo avaro, mas, ao contrário, está despertando o intenso interesse a que assistimos".
Desempenhou por muitos anos um papel ativo na Associação dos Comerciantes, uma instituição de grande influência em toda a região colonial, tendo sido um dos seus idealizadores, membro da comissão de estudos preparatórios, um dos fundadores em 1901, membro da primeira e da segunda diretoria como suplente, tesoureiro em 1912, um dos diretores titulares em 1913, e conselheiro fiscal em 1918 e 1922. Em 1941, quando a entidade comemorou 40 anos de existência, foi declarada de utilidade pública pela Prefeitura, e nas solenidades comemorativas Ungaretti, junto com outros sete fundadores ainda vivos, recebeu o título de sócio de honra.
Ao falecer em 1954 foi louvado na imprensa como "um dos pioneiros do desenvolvimento industrial da cidade, [...] deixando uma tradição de trabalho e progresso", e "um dos últimos remanescentes dos bravos pioneiros da fundação de Caxias do Sul. Homem de excepcionais virtudes, deixando os traços marcantes de sua passagem, sempre inteiramente voltado ao progresso da terra que idolatrou e aos amigos a quem sempre e desinteressadamente serviu". Deixou os filhos Júlio, Nilo, René, Clélia, Nady, Íris e Gema. Hoje seu nome batiza uma rua da cidade, por proposição do historiador Mário Gardelin.